# Pequeñas Siervas de la Beata Virgen María Inmaculada
La Congregación de Hermanas Pequeñas Siervas de la Beata Virgen María Inmaculada (oficialmente en latín: Congregatio Religiosa Sororum Servularum Beatissimae Mariae Virginis Immaculatae y cooficialmente en polaco: Zgromadzenie Siostry Służki Najświętszej Maryi Panny Niepokalanej z Mariówki) es una congregación religiosa católica femenina de derecho pontificio, fundada por el religioso capuchino Honorato Koźmiński, el 4 de octubre de 1878, en Zakroczym. A las religiosas de este instituto se les conoce como pequeñas siervas de María Inmaculada y posponen a sus nombres las siglas P.A.M.I.

## Historia
Honorato Koźmiński, conocido por haber fundado numerosas congregaciones religiosas, dio vida a las Hermanas Pequeñas Siervas de la Beata Virgen María Inmaculata, en Zakroczym (Polonia), el 4 de octubre de 1878, con el fin de restaurar la vida cristiana de las familias campesinas. Las jóvenes que se consagraban en el instituto, hacían voto de obediencia, castidad y pobreza, pero continuaban viviendo en medio de sus familias. Rozalia Szumska fue la mano derecha de Honorato y primera superiora. Con el tiempo se fueron organizando como instituto religioso, fueron agregadas a la Orden de los Hermanos Menores Capuchinos, a la que pertenecía el fundador, y recibieron la aprobación pontificia el 27 de mayo de 1909.

## Organización
La Congregación de Hermanas Pequeñas Siervas de la Beata Virgen María Inmaculada es un instituto religioso centralizado, cuyo gobierno es ejercido por una superiora general a la que sus miembros llaman Madre. En el gobierno, la Madre general es coadyuvada por su consejo, elegido para un periodo de seis años. La sede central se encuentra en Przysucha (Polonia).
Las pequeñas siervas de María Inmaculada se dedican a la restauración de la vida cristiana en las familias, son unas 733, poseen unas 108 comunidades y están presentes en  Bielorrusia, Estados Unidos, Italia, Letonia, Lituania, Polonia, República Democrática del Congo, y Ruanda. El instituto hace parte de la Familia capuchina.